# Ангеркоски, Сийри
Си́йри А́нгеркоски (фин. Siiri Angerkoski, 21 августа 1902, Улеаборг, Великое княжество Финляндское — 28 марта 1971, Хельсинки, Финляндия) — финская актриса театра и кино.
Театральная карьера Сийри Ангеркоски началась ещё в 1920-е годы. Дебют в кино состоялся в 1933 году, когда Ангеркоски снялась в фильме «Маленькая продавщица» (фин. Pikku myyjätär). Играла во многих кинофильмах и театральных постановках 30-х — 60-х годов. Однако наибольшую известность ей принесла серия фильмов «Пекка и Пяткя» (фин. Pekka ja Pätkä), где она сыграла роль Юстийны, жены главного героя Пекки Пуупяя (Эса Пакаринен).
В 1958 году награждена высшей государственной наградой для деятелей искусства — медалью Pro Finlandia за заслуги перед финским кинематографом.
Лауреат финской национальной кинопремии «Юсси» в номинации «За лучшую женскую роль» (1971).